# Templo Trimurti Mithrananthapuram
El Templo Trimurti Mithrananthapuram es un complejo de templos hindúes en Thiruvananthapuram, Kerala, India. En el los devotos pueden ofrecer adoración a las tres deidades Trimurti, a saber, (Brahma, Vishnu y Shiva). Está ubicado en el lado occidental del templo Padmanabhaswamy en Thiruvananthapuram.

## Historia
No existen registros auténticos sobre su origen y antigüedad. Este templo fue previamente una unidad subsidiaria del Templo Padmanabhaswamy. Los administradores del reino de Travancore solían adorar en él antes de tomar decisiones importantes relacionadas con Ananthashayanam. Según Syanandura Purana, se construyó en su forma actual en el año 1168 d. C. Los registros históricos muestran que el templo se renovó en el año 1196 d. C. y parte de la tierra se entregó a las deidades en 1344 d. C. En 1748 se realizó otra renovación por Maharaja Marthanda Varma. El templo estuvo bajo el control de Ettara Yogam, pero la administración pasó a la Junta de Travancore Devaswom. La administración de este templo fue supervisada conjuntamente por los reyes de Travancore desde sus inicios.

## Complejo del templo
El complejo del templo Mithrananthapuram está cerca del templo Padmanabha Swamy, Thiruvananthapuram, la ciudad capital de Kerala. Dentro de este recinto hay templos dedicados a Shiva, Vishnu y Brahma. Aunque inicialmente estos estaban bajo el control del Templo Padmanabha Swamy, más tarde el complejo del templo se independizó. Los sacerdotes del templo Anantha Padmanabha Swamy se quedan en Mithrananda Puram. Los expertos védicos que se reúnen en Thiruvananthapuram una vez cada 12 años para 'Murajapam' (un canto continuo habitual de mantras védicos), permanecen en este complejo.
El camino dentro del complejo conduce a los tres templos. Primero hay un templo de Vishnu con una estatua de Garuda justo afuera. Ashtami Rohini, el día del nacimiento de Krishna se celebra aquí. Frente al ídolo principal de granito hay uno pequeño metálico, que se cree que es el ídolo que adoraba el sabio Vilwamangalam Swamiyar.
Junto al templo de Vishnu se encuentra el templo de Shiva. En la esquina suroeste de este templo también hay un templo de Ganesha. Maha Shivaratri se celebra como el festival principal en este templo. Vasordhara Homam el sacrificio más sagrado al fuego, escarificando dhara por el bienestar de toda esta sociedad bajo la guía de los brahmanes. Este sacrificio sagrado se realiza durante el festival Shivaratri. Al lado del templo hay un templo para Nagaraja.
El complejo del templo incluye el tanque de Mithrananthapuram, en el que se espera que los sacerdotes del Templo de Padmanabhaswamy se bañen todos los días antes de ingresar.